# Suovasaari (ö i Lappland, Norra Lappland)
Suovasaari, nordsamiska: Lyevisuálui, är en ö i Finland. Den ligger i sjön Enare träsk och i kommunen Enare i den ekonomiska regionen Norra Lappland och landskapet Lappland, i den norra delen av landet, 1 000 km norr om huvudstaden Helsingfors. Öns area är 2,26 kvadratkilometer och dess största längd är 2,6 kilometer i sydväst-nordöstlig riktning.